# Jaesong-dong
Jaesong-dong (koreanska: 재송동) är en stadsdel i stadsdistriktet Haeundae-gu i staden Busan i den sydöstra delen av Sydkorea, 300 km sydost om huvudstaden Seoul. 

## Indelning
Administrativt är Jaesong-dong indelat i:
| Namn    | Namn               | Yta km² | Invånare 31 dec 2018 |
| ------- | ------------------ | ------- | -------------------- |
| 재송1동 | Jaesong 1(il)-dong | 2,49    | 38 774               |
| 재송2동 | Jaesong 2(i)-dong  | 1,79    | 28 074               |